# Tony Inzalaco
Anthony Frank "Tony" Inzalaco Jr. (født 14. januar 1938 i New Jersey USA) er en amerikansk jazztrommeslager.
Inzalaco spillede med Maynard Ferguson i 2 år, derefter med Ben Webster, Jim Hall, Jaki Byard og Lee Konitz.
I 1968 flyttede han til Europa nærmere bestemt Tyskland, hvor han freelancede med bl.a. The Clarke-Boland big band, Peter Herbolzheimer, Ben Webster, Art Farmer, Horace Parlan, Dexter Gordon, Niels Henning Ørsted Pedersen og ikke mindst Fritz Pauer, med hvem han indspillede nogle interessante plader.
Inzalaco tog i 1978 tilbage til USA og bosatte sig i Boston.